# Marco Borciani

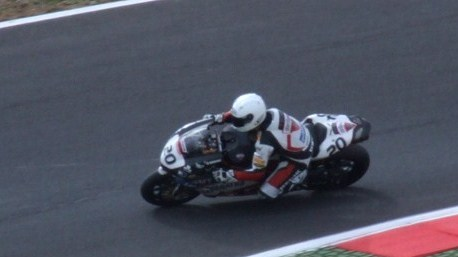
Borciani 2007 auf Ducati

Marco Borciani (* 7. Dezember 1975 in Desenzano del Garda) ist ein italienischer Motorradrennfahrer.

## Karriere
Borciani begann seine Karriere 1994 in der italienischen Sport-Production-Meisterschaft. 1996 bestritt er die Trofeo Honda und die italienischen 125-cm³-Sport-Production-Meisterschaft.
1997 debütierte Borciani auf einer Honda in der 125-cm³-Europameisterschaft. Beim 125er Grand Prix von Italien bestritt er im selben Jahr als Wildcard-Pilot sein bisher einziges Grand-Prix-Rennen, sah dabei aber nicht die Zielflagge.
Im Jahr 1999 wechselte Marco Borciani dann zu den Vertaktern, die seiner guten Physis mehr entgegenkamen als die kleinen Grand-Prix-Maschinen. Er bestritt im Team Rumi auf Honda fünf Rennen in der Supersport-Weltmeisterschaft und sammelte dabei einen Punkt.
In der Saison 2000 debütierte er auf Ducati im Privatteam Pedercini in der Superbike-Weltmeisterschaft. 2002 erreichte er bei Pedercini-Ducati den 15. Gesamtrang in der WM.
Zur Saison 2003 wechselte Borciani zum D.F.X. Racing Team, wo er als offizieller Testfahrer für Pirelli wiederum auf Ducati an den Start ging und den zehnten Gesamtrang belegte. In der italienischen Superbike-Meisterschaft wurde er in diesem Jahr Zweiter. Auch 2004 wurde Marco Borciani im D.F.X.-Team Zehnter der Superbike-WM und verpasste dabei zweimal mit Rang vier sehr knapp eine Podiumsplatzierung. In der italienischen Meisterschaft wurde er wiederum Zweiter. Im Jahr darauf startete Borciani weiterhin für das D.F.X.-Team, das in dieser Saison Sterilgarda D.F.X.treme hieß. Zuerst setzte man die Yamaha YZF-R1 ein, kehrte aber schnell zu den bewährten Ducati-Motorrädern zurück. In der WM belegte er nur den 27. Gesamtrang.
2006 startete Marco Borciani für das neu zusammengestellte und professionell organisierte Team Sterilgarda Berik auf Ducati 999 F05, der Werksmaschine des Vorjahres. Sein Teamkollege war der erfahrene Spanier Rubén Xaus. Borciani belegte in der WM den 19. Platz und gewann zum ersten Mal in seiner Karriere die italienische Superbike-Meisterschaft.
Seit der Saison 2007 agiert Marco Borciani, neben seiner Rennfahrertätigkeit, als Teammanager beim Team Sterilgarda. Auf der Ducati 999 F06 bestritt er sechs WM-Läufe und wurde 20. der Gesamtwertung. In der italienischen Meisterschaft wurde er wiederum Erster. 2008 belegte Borciani den sechsten Gesamtrang in der italienischen Meisterschaft.

## Erfolge
- Italienischer Superbike-Meister: 2006, 2007
- Italienischer Superbike-Vizemeister: 2003, 2004